# پارک ملی ایوب
پارک ملی ایوب (به انگلیسی: Ayub National Park) یک پارک ملی در پاکستان است که در ناحیه راولپندی واقع شده‌است.